# 色度 (水質)
水質の指標としての色度（しきど）とは、水の呈色の度合いを表す指標である。1Lの水に白金1mgとコバルト0.5mgを加えたときの色度を1度とし、水中の物質が呈する黄色さの程度を表す白金コバルト法による定義を用いることが多い。

## 概要
上水試験方法やJIS K 0101 「工業用水試験方法」の白金・コバルトによる色度では、水中に含まれる溶存またはコロイド性物質が呈する淡黄色や類黄色から黄褐色の程度と定義している。精製水1Lに塩化白金カリウム中の白金1mg及び塩化コバルト(II)中のコバルト0.5mgを含む時の色度を1度と定義している。この定義は、ヘイズン色指標またはアメリカ公衆衛生学会（APHA）によるAPHA color
とほぼ同義となっている。測定法は比色法や透過光測定法による。JIS K 0101やJIS K 0102「工場排水試験方法」では、刺激値及び色度座標による表示による方法が掲載されている。この方法では、分光光度計により三刺激値を求め、xy色度座標による色度を算出している。河川水における着色の大きな原因として、植物のセルロースやリグニンの傘下により生じるフミン質があげられるが、酸化された鉄やマンガンによる場合や、藻類が原因となる場合や工場排水が原因となることもある。色度成分の除去には、除色度ろ材、凝集処理や活性炭、酸化脱色による方法などがあり、その原因に応じて使い分けられる。日本における水道水質基準では、配水可能な色度の値は5度以下と定めている。